# Montmeneu
Montmeneu är en kulle i Spanien.   Den ligger i provinsen Província de Lleida och regionen Katalonien, i den östra delen av landet, 400 km öster om huvudstaden Madrid. Toppen på Montmeneu är 456 meter över havet, eller 181 meter över den omgivande terrängen. Bredden vid basen är 9,3 km.
Terrängen runt Montmeneu är platt åt nordost, men åt sydväst är den kuperad. Runt Montmeneu är det glesbefolkat, med 12 invånare per kvadratkilometer. Närmaste större samhälle är Fraga, 15,5 km norr om Montmeneu. Trakten runt Montmeneu består till största delen av jordbruksmark.